# 张志勇 (1933年)
张志勇（1933年7月—2022年7月8日），河北抚宁人，中国人民解放军北京卫戍区正军职离休干部，曾任空军装备技术部部长。

## 生平
张志勇1947年10月入伍，1950年12月加入中国共产党。历任战士、军械师、研究室主任、部长、空军工程学院院长等职。
2022年7月8日，张志勇因病于北京逝世，享年89岁。讣告刊登在8月13日的《解放军报》。